# Юйцзюлюй Тєфа
Юйцзюлюй Тєфа (кит.: 郁久閭鐵伐; д/н — 553) — східний жужанський каган у 552—553 роках.

## Життєпис
Праонук кагана Нагая. Син Денчжу. Відомості про нього обмежені. Після поразки і смерті 552 року кагана Анагуя його батько і брат Канті втекли до держави Північна Ці. На заході каганату отаборився стрийка Деншуцзі. Втім більшість жужанських родів опинилися на сході. Вони обрали новим каганом Тєфу, який не став всупереч традиції приймати тронне ім'я.
Продовжив війну проти тюрок на чолі із Кара Іссик-ханом, але зазнав поразки у битві біля гори Лайшань. У лютому 553 року Тєфу загинув у битві проти киданів. Йому спадкував батько Денчжу.